# Villebois-les-Pins
Villebois-les-Pins [vilbwa le pɛ̃] ist ein Ort und eine französische Gemeinde mit 19 Einwohnern (Stand: 1. Januar 2022) im Département Drôme in der Region Auvergne-Rhône-Alpes (vor 2016 Rhône-Alpes). Sie gehört zum Arrondissement Nyons und zum Kanton Nyons et Baronnies. Die Einwohner werden Villeboisiens genannt.

## Lage
Villebois-les-Pins liegt etwa 70 Kilometer nordöstlich von Avignon. Umgeben wird Villebois-les-Pins von den Nachbargemeinden Sorbiers im Nordwesten und Norden, Montjay im Norden, Étoile-Saint-Cyrice im Osten, Laborel im Süden sowie Chauvac-Laux-Montaux im Westen.

## Bevölkerungsentwicklung
| Jahr                       | 1962 | 1968 | 1975 | 1982 | 1990 | 1999 | 2006 | 2019 |
| -------------------------- | ---- | ---- | ---- | ---- | ---- | ---- | ---- | ---- |
| Einwohner                  | 29   | 20   | 15   | 11   | 16   | 20   | 18   | 15   |
| Quellen: Cassini und INSEE |      |      |      |      |      |      |      |      |

## Sehenswürdigkeiten

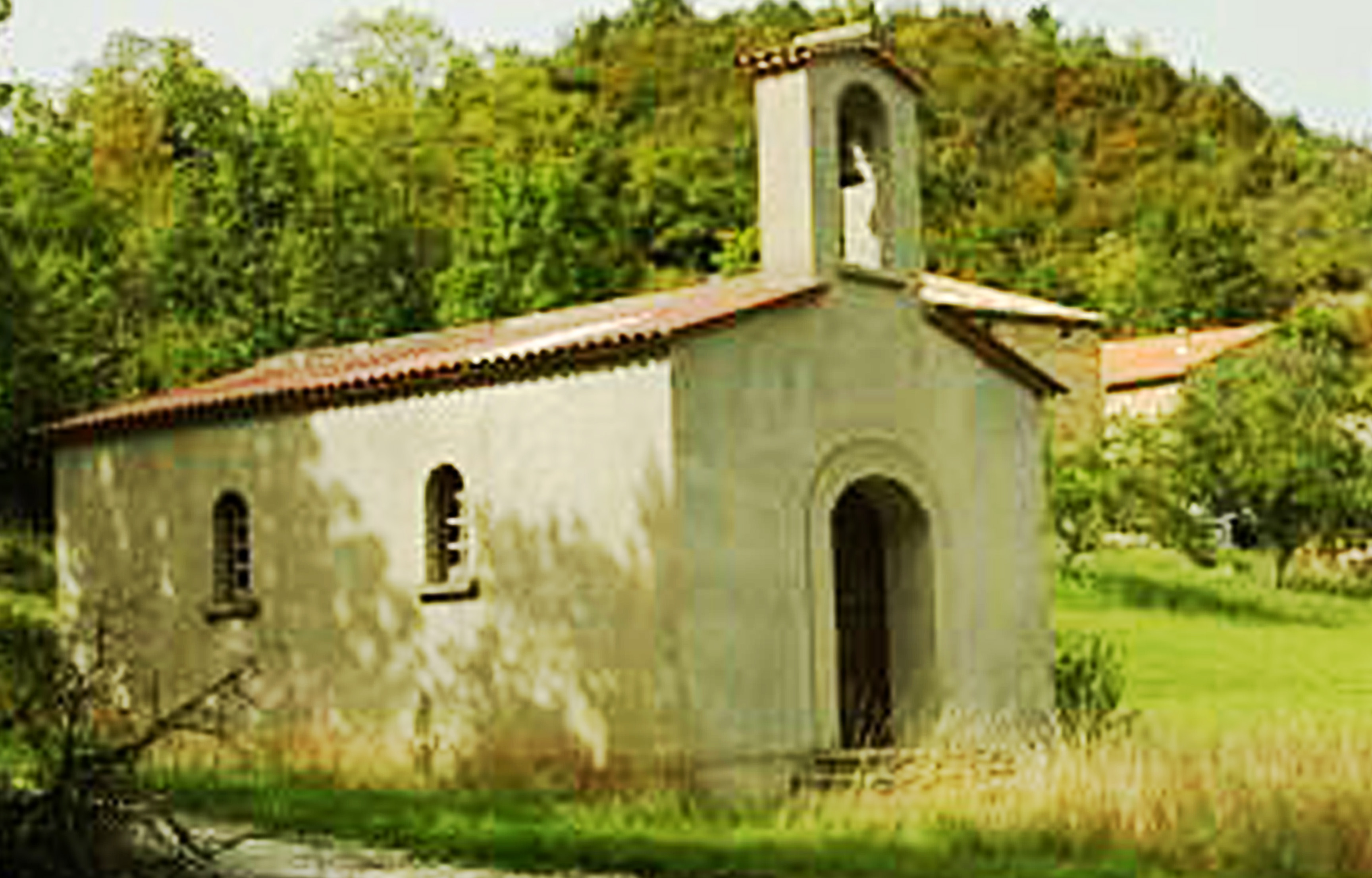
Kirche Saint-Paul

- Kirche Saint-Paul